# Koninklijke fanfare Willen is Kunnen (Tisselt)
De Koninklijke fanfare Willen is Kunnen is een fanfareorkest uit Tisselt, nu deelgemeente van Willebroek, dat opgericht werd in 1880.

## Geschiedenis
Tijdens de beroerde schoolstrijd van 1879 in het gevolg van de nieuwe schoolwet onder de liberale regering van Frère Orban (met als onderwijsminister Van Humbeeck) werd te Tisselt een tweede nieuwe fanfare opgericht. Een nieuwe fanfare in Tisselt was niet echt een noodzaak daar "Concordia" (de andere fanfare van de gemeente) reeds jaren bestond. In de oren van vele katholieken klonk de muziek van de oude Koninklijke Fanfare Concordia, Tisselt voortaan vals. Zij namen ontslag en wisselden in de nieuwe fanfare "Willen is Kunnen". In 1893 schonk de familie Baeckelmans de fanfare "Willen is Kunnen" een eigen vaandel. 
Deze familie stelde tot aan de Tweede Wereldoorlog de voorzitter van de fanfare en maakte tussen de beide oorlogen soms meer dan de halve fanfare uit. Deze toestand en de politieke evolutie van de katholieke partij op arrondissementeel vlak onmiddellijk na de Eerste Wereldoorlog waren de basis van de scheuring die tot splitsing leidde. Enerzijds bleef men trouw aan "den Baeckelman" en anderzijds waren er de "volgelingen" van Peer Schoep, zij werden de "schoepers" genoemd. "Sussen" (fanfare "Willen is Kunnen") en "schoepers" (officieel Katholieke Bond, mettertijd de talrijkte groep) waren eerder dorpspolitieke partijen dan muziekverenigingen. Ook bij de liberalen heerste verdeeldheid. Haar naam ten spijt viel ook fanfare "Concordia" uiteen. En zo had Tisselt op eens vier(!) fanfares.
Na de Tweede Wereldoorlog is de hereniging tot stand gekomen, dankzij de goede wil van vele bestuursleden en muzikenten. In 1952 werd onder leiding van Jozef Van der Taelen deelgenomen aan de Internationale muziekwedstrijd te Itegem, waar men in de 2e afdeling een 1e prijs behaalde. Ook bij de Internationale Stapmarswedstrijd van de Koninklijke Fanfare Concordia, Tisselt behaalde men een 1e prijs. In 1958 promoveerde men tijdens het provinciaal tornooi in de 1e afdeling.
Dankzij de goede dirigenten werd het hoge muzikale peil bereikt, vooral het talent en de onverdroten inzet van Frans Ludo Verbeeck heeft de fanfare haar bereikt niveau en de jongerenwerking, welke tot op heden functioneel is en zijn vruchten heeft afgeworpen, te verdanken. Onder leiding van Frans Ludo Verbeeck werd men tijdens het toernooi van de provincie Antwerpen in 1975 te Mechelen provinciaal kampioen in de superieure afdeling.
In 1982 behaalde men onder leiding van Frans Violet bij het provinciaal concerttornooi te Bornem in de 2e afdeling het beste resultaat met lof van de jury. Bij het provinciaal toernooi in 1984 te Lint promoveerde de fanfare in de ere-afdeling en werd in deze afdeling in hetzelfde jaar te Mechelen provinciaal kampioen. Tijdens het nationaal toernooi van de stad Antwerpen bereikt de fanfare in 1987 te Merksem eveneens onder leiding van Frans Violet een gouden medaille. 
Met de dirigent Michel Leveugle werd het fanfareorkest in de afdeling uitmuntendheid in 1993 te Leuven nationaal kampioen in de Koninklijk Muziekverbond van België.

## Tegenwoordig
Naast het fanfareorkest beschikt de vereniging ook over een instaporkest WiKiDoe en een jeugdorkest WiKiToeT. 

## Dirigenten
- 1880-???? Louis Verbeeck
- ????-???? Ferdinand Verbeeck
- ????-???? Theofiel Willems
- 1937-1957 Louis Meeus
- 1945-???? Jozef Van der Taelen
- ????-1971 Louis Adriaenssens
- 1971-1980 Frans Ludo Verbeeck
- 1980-1989 Frans Violet
- 1989-1998 Michel Leveugle
- 1998-2009 Jan Van Hove
- 2009-2015 Hendrik Stinders
- 2015-2024 Guy Audenaert
- > 2025 Ward Dierick